# Estación Higueritas
Higueritas fue una estación del ferrocarril que se hallaba dentro de la comuna de Ovalle, en la región de Coquimbo de Chile. Fue parte del Longitudinal Norte. Actualmente la vía se halla sin uso.

## Historia
La Compañía del Ferrocarril de Coquimbo, cuyos servicios alcanzaban desde La Serena por el norte hasta Las Cardas por el sur —pasando por el puerto de Coquimbo— en 1862, construyó la extensión de la vía desde Coquimbo hacia Ovalle en ese mismo año, alcanzando la localidad de Higueritas en septiembre de 1866. Desde ese año y hasta 1870 la estación fue la cabecera sur del ferrocarril, cuando fue extendida la vía hasta Angostura.
En 1868, dos años después de su inauguración, la estación se convirtió en cabecera del ramal hacia el mineral de Panulcillo, que servía para conectar la carga desde dicho yacimiento hacia la línea que la transportaba hacia los puertos de Coquimbo y Guayacán.
La estación dejó de prestar servicios cuando el Longitudinal Norte suspendió el transporte de pasajeros en junio de 1975. En las décadas siguientes el edificio de la estación sería ocupado como escuela y posteriormente abandonado.